# كونستانس تالمادج
كونستانس تالمادج (بالإنجليزية: Constance Talmadge)‏ هي ممثلة أمريكية، ولدت في 19 أبريل 1898 ببروكلين في الولايات المتحدة، وتوفيت في 23 نوفمبر 1973 بلوس أنجلوس في الولايات المتحدة بسبب ذات الرئة.

## أعمال

### أفلام
- (1925) سبع فرص

## وصلات خارجية
- كونستانس تالمادج على موقع IMDb (الإنجليزية)
- كونستانس تالمادج على موقع ألو سيني (الفرنسية)
- كونستانس تالمادج على موقع أول موفي (الإنجليزية)
- كونستانس تالمادج على موقع قاعدة بيانات الأفلام السويدية (السويدية)
- كونستانس تالمادج على موقع قاعدة بيانات الفيلم (الإنجليزية)
- كونستانس تالمادج على موقع كينوبويسك (الروسية)